# 타시마 메루
타시마 메루(일본어: 田島 芽瑠, TASHIMA MERU, 2000년 1월 7일 ~ )는 일본의 여성 아이돌 그룹 전 HKT48 팀H와 텐토우무Chu!의 멤버이다.

## 소속 그룹 / 소속사
- 전 HKT48 팀H Mama & Son 소속